# Seraina Friedli
Seraina Friedli (* 20. März 1993 in Samedan) ist eine ehemalige Schweizer Fussballtorhüterin.

## Leben
Friedli absolvierte neben ihrer Profikarriere von 2015 bis 2018 ein Bachelor-Studium in Sportwissenschaften an der Universität Bern mit Nebenfach Psychologie, anschliessend absolvierte sie von 2018 bis 2023 einen Master-Studiengang in Spitzensport mit Vertiefung Trainingslehre an der EHSM in Magglingen und war 2018 die erste Fussballerin, die die Spitzensport-Rekrutenschule absolvierte. Seit ihrem Rücktritt Ende 2023 ist sie Doktorandin an der Zürcher Hochschule für Angewandte Wissenschaften bei einem SNF-Projekt unter dem Titel «Influence of Sex Hormones on the Biomechanics and Injuries of the Lower Extremities in Female Recreational Athletes – FeHBI», wo der Einfluss des Menstruationszyklus auf die Biomechanik der Beine und die Verletzungsanfälligkeit untersucht wird.

## Karriere

### Vereine
Friedli begann 2005 beim FC Lusitanos de Samedan mit dem Fussballspielen. 2010 wechselte sie zum FC Thusis-Cazis. 2012 wechselte sie als Amateurin zum FC Zürich und spielte ab 2018 für zwei Jahre in Bern. Bei den beiden Clubs kam sie zu einigen Einsätzen in der UEFA Women’s Champions League und gewann einige nationale Titel. Im Sommer 2020 wechselte sie nach Italien zu San Gimignano in die Serie A. Sie unterschrieb dort einen Vertrag für ein Jahr. Ihr Debüt in Italien feierte sie gegen Empoli, ein Spiel, das sie mit 2:1 gewann. Die Saison 2021/22 spielte Friedli für den FC Aarau. Auf die Saison 2022/23 hin wechselte sie wieder zum FC Zürich Frauen, für den sie bereits von 2012 bis 2018 gespielt hatte. Auf die Saison 2023/24 hin wechselte sie zum RSC Anderlecht in die erste belgische Liga. Im November 2023 gab sie dann aber ihren sofortigen Rücktritt bekannt, den sie mit nicht mehr vorhandener Leidenschaft begründete.

### Nationalteam
Seit 2016 spielte Friedli im Schweizer Nationalteam. Sie feierte ihr Debüt in der Qualifikation zur Europameisterschaft. 2017 wurde sie für die Euro 2017 aufgeboten. Bei der Europameisterschaft 2022 stand sie im Kader der Schweizerinnen, kam jedoch zu keinem Einsatz. Sie nahm auch an der Weltmeisterschaft 2023 teil, kam jedoch erneut zu keinem Einsatz. Die Schweiz schied im Achtelfinal aus.

## Erfolge
FC Zürich
- Schweizer Meisterin (6): 2013, 2014, 2015, 2016, 2018, 2023
- Schweizer Cup (4): 2013, 2015, 2016, 2018